# Cloud Nine (album de Kygo)
Pour les articles homonymes, voir Cloud 9.
 (avril 2016).
Singles
1. Firestone
Sortie : 1er décembre 2014
2. Stole The Show
Sortie : 23 mars 2015
3. Nothing Left
Sortie : 31 juillet 2015
4. Stay
Sortie : 4 décembre 2015
5. Raging
Sortie : 1er avril 2016
6. Carry Me
Sortie : 12 août 2016

Cloud Nine est le premier album studio du DJ et musicien norvégien Kygo, sorti en 2016.

## Singles
- Le premier single de l'album, Firestone, en featuring avec le chanteur australien Conrad Sewell, est sorti le 1er décembre 2014. Le clip est sorti le 9 mars 2015.
- Le second single de l'album, Stole The Show, en featuring avec le chanteur américain Parson James, est sorti le 23 mars 2015. Le clip est sorti le même jour.
- Le troisième single de l'album, Nothing Left, en featuring avec le chanteur britannique Will Heard, est sorti le 31 juillet 2015.
- Le quatrième single de l'album, Stay, en featuring avec la chanteuse américaine Maty Noyes, est sorti le 4 décembre 2015. Le clip est sorti le 18 février 2016.
- Le cinquième single de l'album, Raging, en featuring avec le groupe irlandais Kodaline, est sorti le 1er avril 2016.
- Le sixième single de l'album, Carry Me, en featuring avec la chanteuse américaine Julia Michaels, est sorti le 12 août 2016.

## Liste des pistes
| No  | Titre                                               | Durée |
| --- | --------------------------------------------------- | ----- |
| 1.  | Intro                                               | 2:08  |
| 2.  | Stole The Show (featuring Parson James)             | 3:42  |
| 3.  | Fiction (featuring Tom Odell)                       | 4:03  |
| 4.  | Raging (featuring Kodaline)                         | 3:44  |
| 5.  | Firestone (featuring Conrad Sewell)                 | 4:33  |
| 6.  | Happy Birthday (featuring John Legend)              | 4:10  |
| 7.  | I'm In Love (featuring James Vincent McMorrow)      | 3:32  |
| 8.  | Oasis (featuring Foxes)                             | 3:57  |
| 9.  | Not Alone (featuring RHODES)                        | 3:25  |
| 10. | Serious (featuring Matt Corby)                      | 3:54  |
| 11. | Stay (featuring Maty Noyes)                         | 3:59  |
| 12. | Nothing Left (featuring Will Heard)                 | 3:56  |
| 13. | Fragile (featuring Labrinth)                        | 3:50  |
| 14. | Carry Me (featuring Julia Michaels)                 | 3:53  |
| 15. | For What It's Worth (featuring Angus & Julia Stone) | 3:03  |

## Historique de sortie
| Région  | Date        | Formats                      | Labels      |
| ------- | ----------- | ---------------------------- | ----------- |
| Mondial | 13 mai 2016 | CD, Téléchargement Numérique | Ultra, Sony |